# Diecezja São José dos Campos

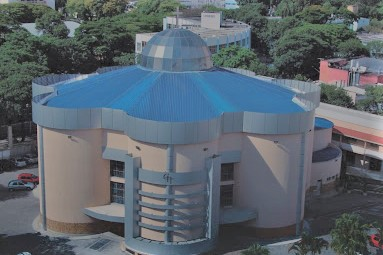
Katedra diecezjalna w São José dos Campos

Diecezja São José dos Campos (łac. Dioecesis Sancti Iosephi in Brasilia) – diecezja Kościoła rzymskokatolickiego w Brazylii. Należy do metropolii Aparecida, wchodzi w skład regionu kościelnego Sul 1. Została erygowana przez papieża Jana Pawła II bullą Qui in Beati Petri w dniu 30 stycznia 1981.